# Copa México 1957-58
La Copa México 1957-58 fue la 42.ª edición de la Copa México, la 15.ª en la era profesional.
El torneo empezó el 2 de marzo de 1958 y concluyó el 15 de abril de ese mismo año en Ciudad de México, en el cual el León FC logró el título por segunda vez con una victoria sobre el equipo del Club Zacatepec de 6-2. En esta edición se jugaron rondas eliminatorias entre los 14 equipos.

## Sistema de competencia
Se utilizó un modelo tradicional de eliminación directa, donde el equipo con mayor número de goles en el marcador global avanzaba a la siguiente ronda.
Cada ronda se jugó a dos partidos, de visita recíproca. En caso de haya empate, se define con un tiempo extra y en caso de percistir, se llevará a cabo unos tiros desde el punto penal, que solamente lo pateará un jugador por bando.

## Primera ronda
| Local ida | Resultado global | Local vuelta | Ida | Vuelta     |
| --------- | ---------------- | ------------ | --- | ---------- |
| Atlas     | 0-5              | León         | 0-0 | 0-5        |
| Irapuato  | 2-2 (2-3 pen.)   | Guadalajara  | 0-0 | 2-2 (t.e.) |
| Zamora    | 3-7              | Oro          | 2-4 | 1-3        |
| Zacatepec | 5-5 (1-3 pen.)   | Tampico      | 3-2 | 2-3 (t.e.) |
| Toluca    | 4-1              | Necaxa       | 2-1 | 2-0        |
| Cuautla   | 3-4              | Atlante      | 2-1 | 1-3        |

## Ronda final
|  | Cuartos de final | Cuartos de final | Cuartos de final |   |         | Semifinales              | Semifinales              | Semifinales              |  |  | Final            | Final            | Final            |
|  | 15 - 23 de marzo | 15 - 23 de marzo | 15 - 23 de marzo |   |         | 30 de marzo - 6 de abril | 30 de marzo - 6 de abril | 30 de marzo - 6 de abril |  |  | 13 - 15 de abril | 13 - 15 de abril | 13 - 15 de abril |
|  |                  |                  |                  |   |         |                          |                          |                          |  |  |                  |                  |                  |
|  | Morelia          | 0                | 4                |   |         |                          |                          |                          |  |  |                  |                  |                  |
|  | Guadalajara      | 1                | 1                |   |         |                          |                          |                          |  |  |                  |                  |                  |
|  | Guadalajara      | 1                | 1                |   | Morelia | 0                        | 1                        |                          |  |  |                  |                  |                  |
|  |                  |                  |                  |   | Morelia | 0                        | 1                        |                          |  |  |                  |                  |                  |
|  |                  | León             | 2                | 3 |         |                          |                          |                          |  |  |                  |                  |                  |
|  | Oro              | León             | 2                | 3 | 1       | 0                        |                          |                          |  |  |                  |                  |                  |
|  | Oro              |                  |                  |   | 1       | 0                        |                          |                          |  |  |                  |                  |                  |
|  | León (t.e.)      | 1                | 1                |   |         |                          |                          |                          |  |  |                  |                  |                  |
|  |                  |                  |                  |   |         |                          |                          |                          |  |  | León             | 1                | 5                |
|  |                  |                  | Zacatepec        | 1 | 2       |                          |                          |                          |  |  |                  |                  |                  |
|  | Atlante          | 2                | 0                |   |         |                          |                          |                          |  |  |                  |                  |                  |
|  | América          | 0                | 1                |   |         |                          |                          |                          |  |  |                  |                  |                  |
|  | América          | 0                | 1                |   | Atlante | 1                        | 2                        |                          |  |  |                  |                  |                  |
|  |                  |                  |                  |   | Atlante | 1                        | 2                        |                          |  |  |                  |                  |                  |
|  |                  | Zacatepec        | 2                | 2 |         |                          |                          |                          |  |  |                  |                  |                  |
|  | Zacatepec        | Zacatepec        | 2                | 2 | 0       | 2                        |                          |                          |  |  |                  |                  |                  |
|  | Zacatepec        |                  |                  |   | 0       | 2                        |                          |                          |  |  |                  |                  |                  |
|  | Toluca           | 0                | 0                |   |         |                          |                          |                          |  |  |                  |                  |                  |

### Cuartos de final
| 15 de marzo de 1958 | Oro        | 1:1 (1:0) | León           | Parque Oro, Guadalajara   |                           |
|                     | Meneses 5' |           | Etcheverry 65' | Árbitro(s): Ramiro García | Árbitro(s): Ramiro García |

| 23 de marzo de 1958 | León      | 1:0 (0:0; 0:0) (Global 2:1) | Oro | Estadio La Martinica, León de Los Aldama |                               |
|                     | Luna 110' |                             |     | Árbitro(s): Rafael Valenzuela            | Árbitro(s): Rafael Valenzuela |

| 16 de marzo de 1958 | Morelia | 0:1 (0:1) | Guadalajara | Campo Morelia, Morelia      |                             |
|                     |         |           | Cázares 20' | Árbitro(s): Fernando Buergo | Árbitro(s): Fernando Buergo |

| 23 de marzo de 1958 | Guadalajara  | 1:4 (1:1) (Global 2:4) | Morelia                                           | Parque Oro, Guadalajara   |                           |
|                     | Arellano 43' |                        | Miloc 17' · Eirin 67' · Flores 75' · Láscarez 83' | Árbitro(s): Felipe Buergo | Árbitro(s): Felipe Buergo |

| 16 de marzo de 1958 | Zacatepec | 0:0 | Toluca | Campo del Ingenio, Zacatepec de Hidalgo |  |
|                     |           |     |        | Árbitro(s): Carlos Degrés               |  |

| 23 de marzo de 1958 | Toluca | 0:2 (0:0) (Global 0:2) | Zacatepec                | Estadio Héctor Barraza, Toluca de Lerdo |                             |
|                     |        |                        | Turcarto 48' · Jasso 85' | Árbitro(s): Fernando Buergo             | Árbitro(s): Fernando Buergo |

| 16 de marzo de 1958 | Atlante                   | 2:0 (1:0) | América | Estadio Olímpico Universitario, Ciudad de México |                               |
|                     | Álvarez 9' · Calderón 73' |           |         | Árbitro(s): Rafael Valenzuela                    | Árbitro(s): Rafael Valenzuela |

| 23 de marzo de 1958 | América      | 1:0 (0:0) (Global 1:2) | Atlante | Estadio Olímpico Universitario, Ciudad de México |                           |
|                     | González 52' |                        |         | Árbitro(s): Ramiro García                        | Árbitro(s): Ramiro García |

### Semifinales
| 30 de marzo de 1958 | Atlante      | 1:2 (0:1) | Zacatepec               | Estadio Olímpico Universitario, Ciudad de México |                           |
|                     | Martínez 66' |           | Jasso 22' · Tedesco 75' | Árbitro(s): Felipe Buergo                        | Árbitro(s): Felipe Buergo |

| 6 de abril de 1958 | Zacatepec            | 2:2 (2:1) (Global 4:3) | Atlante                  | Campo del Ingenio, Zacatepec de Hidalgo |                               |
|                    | Jasso 15' · Piña 41' |                        | Calderón 30' · Silva 86' | Árbitro(s): Rafael Valenzuela           | Árbitro(s): Rafael Valenzuela |

| 30 de marzo de 1958 | Morelia | 0:2 (0:0) | León                      | Campo Morelia, Morelia        |                               |
|                     |         |           | Etcheverry ?' · Acosta ?' | Árbitro(s): Rafael Valenzuela | Árbitro(s): Rafael Valenzuela |

| 6 de abril de 1958 | León                                  | 3:1 (2:1) (Global 5:1) | Morelia   | Estadio La Martinica, León de Los Aldama |                        |
|                    | Rocha 40' · Luna 43' · Etcheverry 63' |                        | Miloc 10' | Árbitro(s): José Ayala                   | Árbitro(s): José Ayala |

### Final
| 13 de abril de 1958                                  | León           | 1:1 (0:1) | Zacatepec   | Estadio Olímpico Universitario, Ciudad de México |                            |
|                                                      | Etcheverry 70' |           | Turcato 10' | Árbitro(s): Juan Rodríguez                       | Árbitro(s): Juan Rodríguez |
| Debido al empate, se tuvo que recurrir a otro juego. |                |           |             |                                                  |                            |

Desempate
| 15 de abril de 1958 | Zacatepec            | 2:5 (1:1: 2:2) | León                                                           | Estadio Olímpico Universitario, Ciudad de México |                               |
|                     | Jasso 32' · Lara 57' |                | de la Tijera 30', 110' · Hernández 75' · Luna 98' · Bossa 108' | Árbitro(s): Rafael Valenzuela                    | Árbitro(s): Rafael Valenzuela |

|                         |
| Campeón León 2.o título |

## Goleadores
| Jugador            | Club      | Goles |
| ------------------ | --------- | ----- |
| Alberto Etcheverry | León      | 7     |
| Mateo de la Tijera | León      | 4     |
| Antonio Jasso      | Zacatepec | 4     |
| Carlos Carús       | Toluca    | 3     |
| Luis Luna          | León      | 3     |
| José Naranjo       | Oro       | 3     |
| Carlos Calderón    | Atlante   | 3     |